# 東本町 (東久留米市)
東本町（ひがしほんちょう）は、東京都東久留米市の町名。

「丁目」の設定のない単独町名である。

郵便番号は203-0014。

## 地理
東久留米市の中央部。街区境界南西部に西武池袋線が施設されており、同線の東久留米駅東口・北口が存在する（なお西口側は本町に存在）。
また、駅周辺の商業地帯で商店街が展開している。
東から時計回りに、東久留米市大門町、東久留米市新川町、東久留米市本町、東久留米市小山、東久留米市氷川台に隣接する。

## 世帯数と人口
2017年（平成29年）12月1日現在の世帯数と人口は以下の通りである。
| 町丁   | 世帯数    | 人口    |
| ------ | --------- | ------- |
| 東本町 | 1,400世帯 | 2,633人 |

## 小・中学校の学区
市立小・中学校に通う場合、学区は以下の通りとなる。
| 番地 | 小学校                 | 中学校                 | 変更承認校             |
| ---- | ---------------------- | ---------------------- | ---------------------- |
| 全域 | 東久留米市立第二小学校 | 東久留米市立大門中学校 | 東久留米市立第六小学校 |

## 交通

### 鉄道
| 街区内に設置されている駅       |
| ------------------------------ |
| 西武池袋線 - 東久留米駅(SI 14) |

### バス
- 西武バス 新座営業所
- にいバス

以上が周辺の路線を運行している。

### 道路
- 東京都道125号東久留米停車場線(浄牧院通り)

## 施設
- 豊島なでしこ幼稚園
- FMひがしくるめ